# Bargstedt, Rendsburg-Eckernförde
Bargstedt là một đô thị thuộc quận Rendsburg-Eckernförde, bang Schleswig-Holstein.